# Усть-Колич
Усть-Коли́ч (рос. Усть-Колыч) — присілок у складі Афанасьєвського району Кіровської області, Росія. Входить до складу Ічетовкінського сільського поселення.
Населення становить 7 осіб (2010, 7 у 2002).
Національний склад станом на 2002 рік — росіяни 100 %.